# Eremochrysa pumilis
Eremochrysa pumilis är en insektsart som beskrevs av Banks 1950. Eremochrysa pumilis ingår i släktet Eremochrysa och familjen guldögonsländor. Inga underarter finns listade i Catalogue of Life.